# Notophthiracarus claviger
Notophthiracarus claviger är en kvalsterart som först beskrevs av Pearce 1906.  Notophthiracarus claviger ingår i släktet Notophthiracarus och familjen Phthiracaridae. Inga underarter finns listade i Catalogue of Life.